# Lautignac
Lautignac (okzitanisch: Lautinhac) ist eine französische Gemeinde mit 247 Einwohnern (Stand: 1. Januar 2022) im Département Haute-Garonne in der Region Okzitanien (zuvor Midi-Pyrénées). Lautignac gehört zum Arrondissement Muret und zum Kanton Cazères. Die Einwohner werden Altinacois und Lautignacais  genannt. 

## Geografie
Lautignac liegt etwa 47 Kilometer südwestlich von Toulouse. Lautignac wird umgeben von den Nachbargemeinden Plagnole im Norden, Rieumes im Norden und Nordosten, Savères im Osten, Labastide-Clermont im Südosten, Pouy-de-Touges im Süden und Südwesten, Montastruc-Savès im Südwesten, Sajas im Westen sowie Le Pin-Murelet im Westen und Nordwesten.

## Bevölkerungsentwicklung
| Jahr                      | 1962 | 1968 | 1975 | 1982 | 1990 | 1999 | 2006 | 2013 |
| Einwohner                 | 222  | 205  | 171  | 191  | 201  | 218  | 258  | 282  |
| Quelle: Cassini und INSEE |      |      |      |      |      |      |      |      |

## Sehenswürdigkeiten
- Kirche Sainte-Philomene, 1846 erbaut
- Pfarrhaus

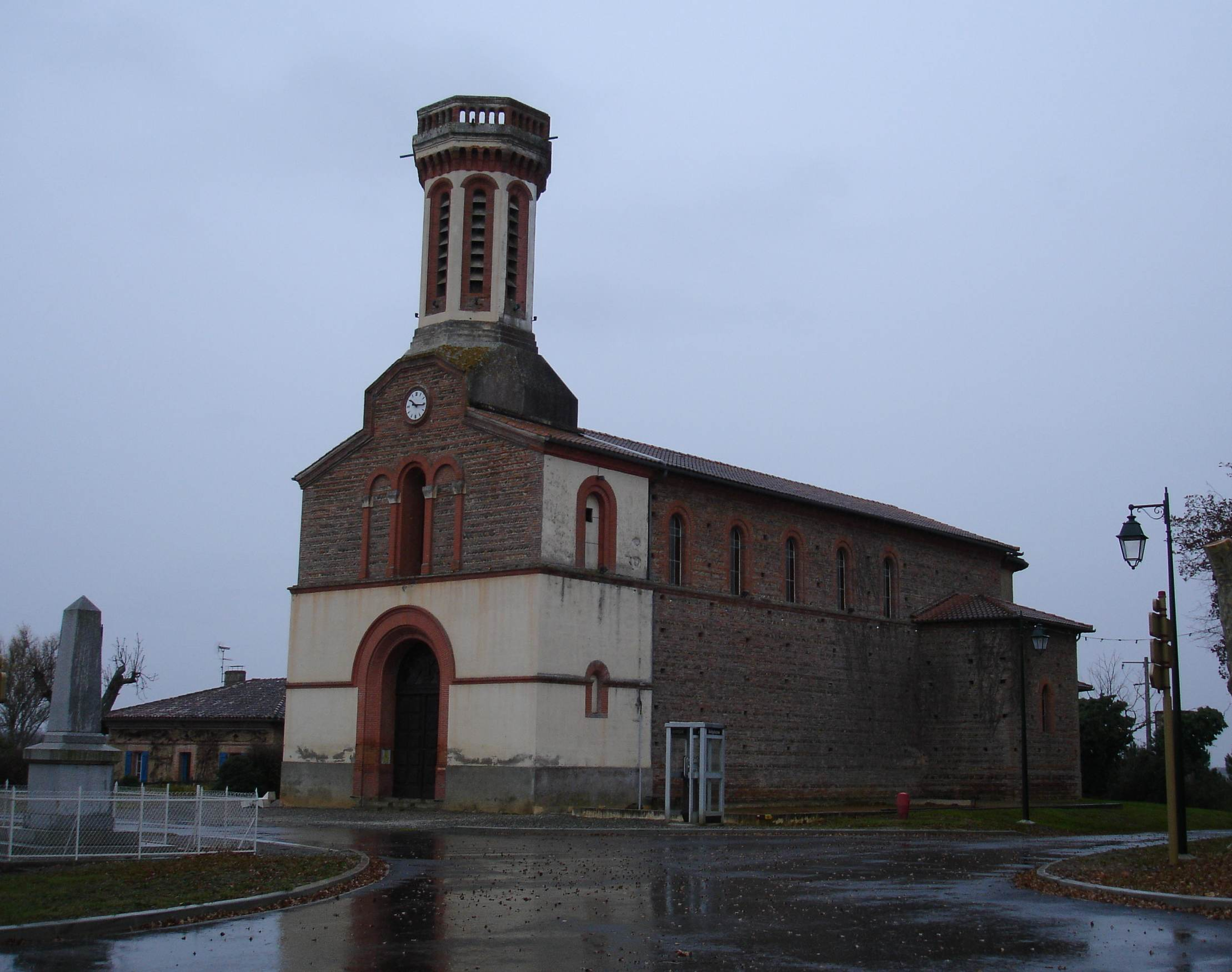
Kirche Sainte-Philomene
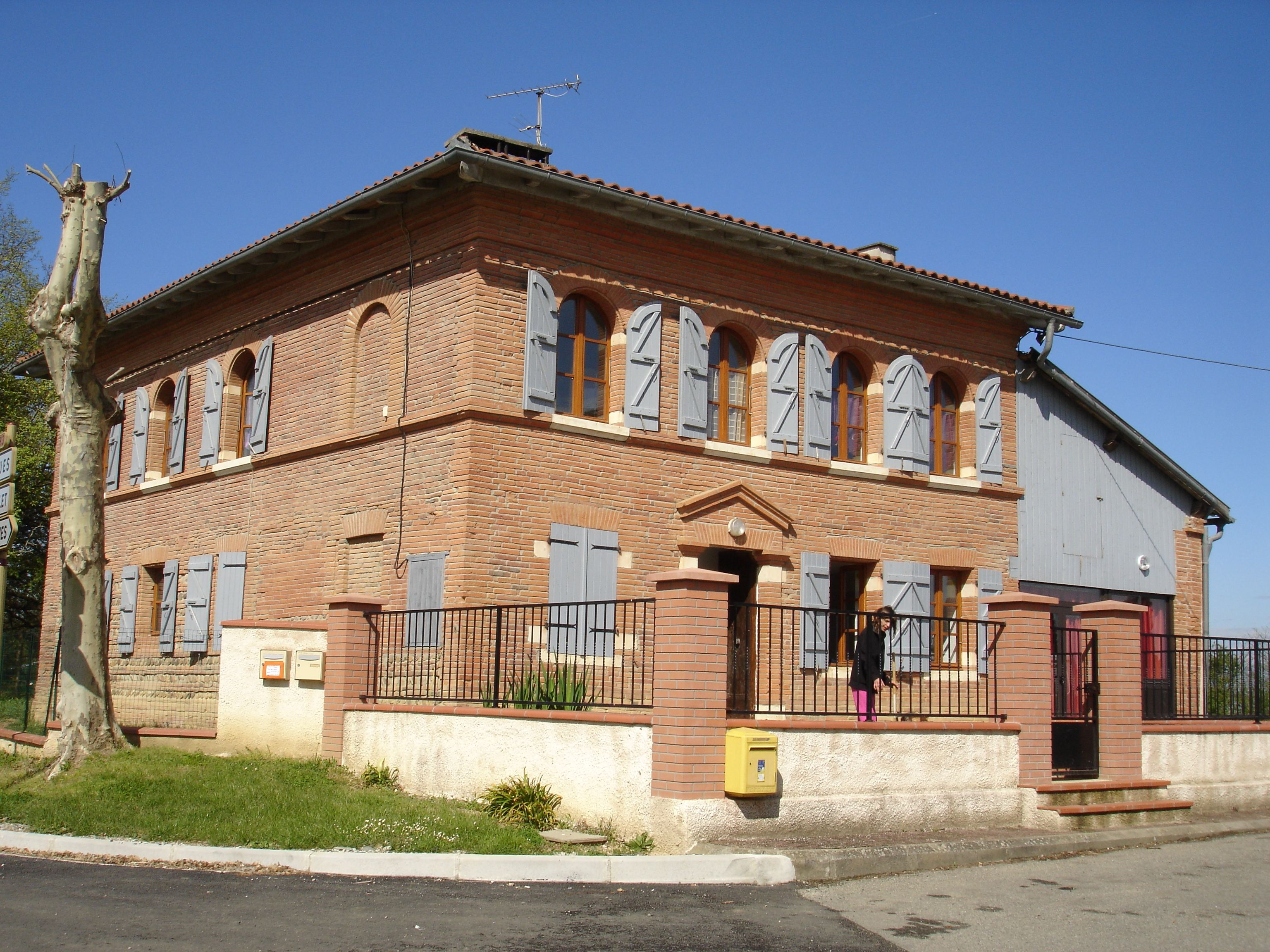
Pfarrhaus